# Венетикос
Венетикос (греч. Βενέτικος) — река в Греции, в периферийной единице Гревена в периферии Западная Македония. Правый приток Альякмона, берёт своё начало со склонов Северного Пинда, течёт на северо-восток и впадает в Альякмон южнее деревни Агапи.

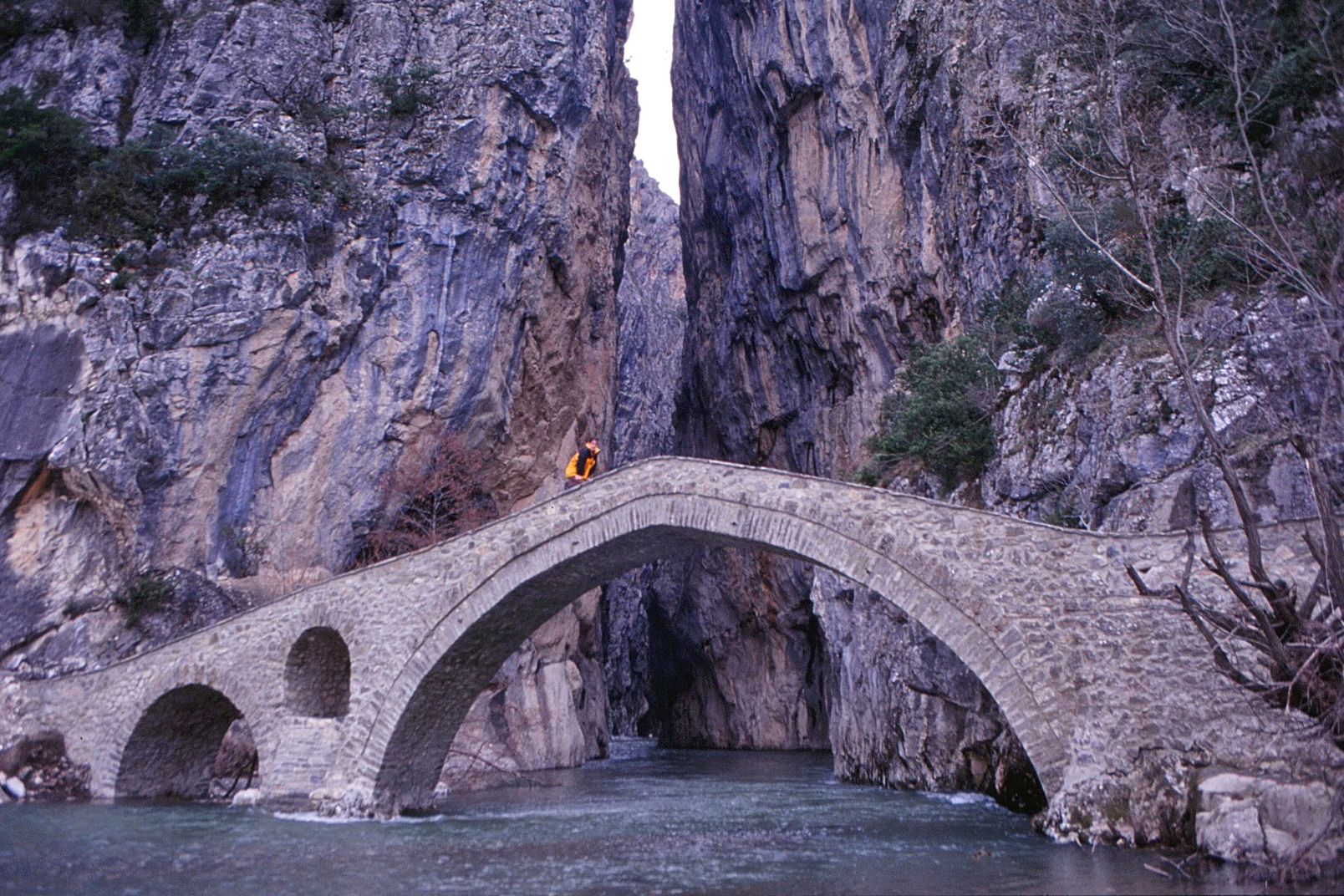
Мост Портицы

В 1727 году во время османского владычества построен мост Азиз-Аги западнее села Трикомон. В 1743 году построен мост Портицы. Около 1850 года построен мост Мацангани. В 1797 году построен мост Спаноса.